# Polski Kontyngent Wojskowy w Kongu
Polski Kontyngent Wojskowy w operacji wojskowej Unii Europejskiej w Demokratycznej Republice Konga oraz Republice Gabońskiej (PKW Kongo) – wydzielony komponent Sił Zbrojnych RP, przeznaczony do ochrony wyborów parlamentarnych i prezydenckich w DR Konga w 2006 roku.

## Historia

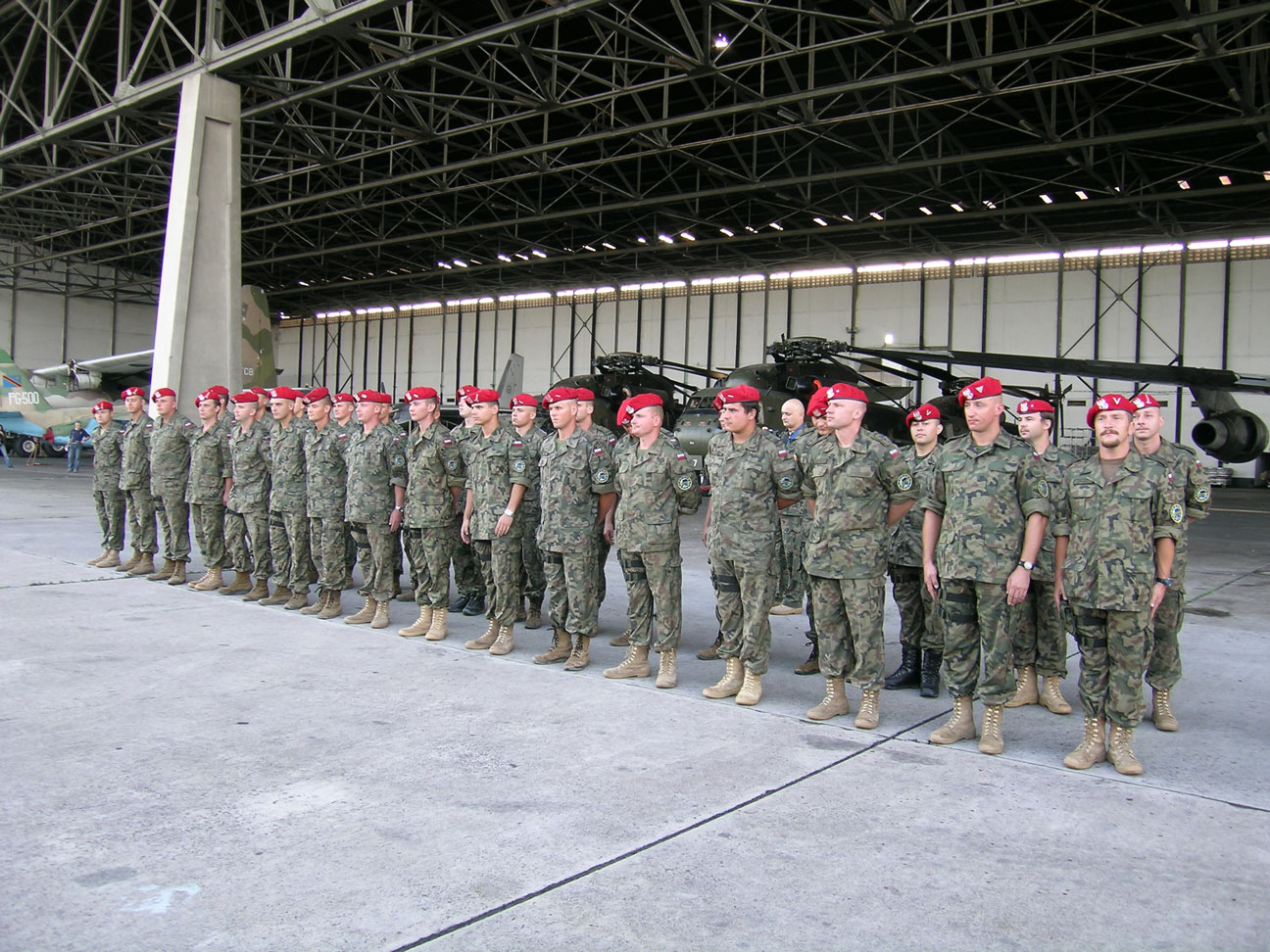
Polscy żandarmi w Demokratycznej Republice Konga

W 2003 r. zakończyła się II wojna domowa w Kongu i przedstawiciele walczących stron utworzyli Rząd Tymczasowy. Rozpoczął on stabilizację kraju, której zwieńczeniem miały być wybory prezydenckie i parlamentarne, zapowiedziane początkowo na 2005, a później 2006 roku. Nad prawidłowością ich przebiegu stanęła Misja ONZ w DR Konga (MONUC), którą zgodnie z decyzją Rady Unii Europejskiej z 12 czerwca 2006 posiłkowały Siły Unii Europejskiej (EUFOR RD Congo).
Udział w EUFOR RD Congo zadeklarowały Austria, Belgia, Finlandia, Francja, Grecja, Hiszpania, Irlandia, Niemcy, Polska, Portugalia, Szwecja, Włochy i Wielka Brytania. Polski wkład w siły Unii Europejskiej stanowił Polski Kontyngent Wojskowy, dowodzony przez ppłk. Marka Grygę i liczący 136 żołnierzy: 131 w zwartym pododdziale oraz wydzielonych oficerów w Dowództwie Operacji w Poczdamie (1), Dowództwie Sił w Kinszasie (3) i Siłach Szybkiego Reagowania w Gabonie (1) – Polacy stanowili trzecie co do wielkości siły w EUFOR. Trzon kontyngentu stanowiła kompania ochrony, pierwszy raz w prawie całości wystawiana przez Żandarmerię Wojskową, w której skład weszły trzy plutony, łącznie 85 żandarmów, z elementami wsparcia z innych jednostek (1 pułk specjalny i 10 Brygada Logistyczna).
Przez większość okresu przebywania na misji PKW spokojnie wykonywał swoje działania, z wyjątkiem 21 sierpnia (pierwszego dnia po ogłoszeniu wyników wyborów), kiedy to doszło do starć pomiędzy wojskami kontrkandydatów. Polscy żandarmi ochraniali wtedy przedstawicieli Unii Europejskiej, chcących doprowadzić do zawieszenia broni i wyprowadzić personel międzynarodowy ze strefy walk, często przejeżdżając obok ostrzeliwanych pozycji. Jednak ciężkie warunki nie przeszkodziły im w skutecznym przeprowadzeniu akcji.
Do zadań polskiej kompanii ochrony Dowództwa Sił w Kinszasie należały:
- ochrona lotnisk N’Dolo i N’Djili w Kinszasie,
- współpraca z funkcjonariuszami EUPOL-u,
- ochrona Dowództwa Sił EUFOR,
- ochrona personelu ONZ i UE.

Po wyborach warunki w Kongu normalizowały się, co pozwoliło na opuszczenie kraju przez EUFOR. Polski kontyngent formalnie zakończył swoją misję 1 grudnia, zaś jego oficjalne powitanie w Warszawie nastąpiło 21 grudnia 2006.

## Struktura organizacyjna
- Dowództwo i sztab PKW – ppłk Marek Gryga
  - 1 pluton manewrowy (OS ŻW Gliwice)
  - 2 pluton manewrowy (OS ŻW Gliwice)
  - pluton specjalny (OS ŻW Warszawa)
  - grupa łączności (1 Pułk Specjalny Komandosów)
  - Narodowy Element Wsparcia (10 Brygada Logistyczna)

## Odznaczenia za udział w kontyngencie

Baretka pamiątkowego odznaczenia Gwiazdy Konga ustanowionego 12 lutego 2010
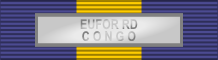
Baretka Medalu ESDP za misję EUFOR RD Congo
Baretka Medalu ONZ za misję MONUC